# Ancyrona lewisi
Ancyrona lewisi là một loài bọ cánh cứng trong họ Trogossitidae. Loài này được Reitter miêu tả khoa học năm 1876.